# Vuurwerkoverlast

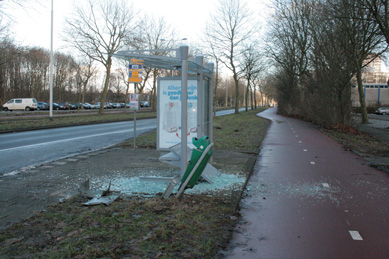
Met vuurwerk vernielde abri bij een bushalte

Vuurwerkoverlast is een verzamelnaam voor alle soorten overlast die worden veroorzaakt door vuurwerk.

## Overlast
Vormen van vuurwerkoverlast zijn:
- Geluidsoverlast vanwege de onverwachte harde knallen
- Stankoverlast, milieuverontreiniging en zichtbeperkende smog door de rook die erbij vrijkomt en achtergelaten vuurwerkresten
- Vuurwerkletsel en de angst om door vuurwerk (al dan niet bedoeld) geraakt te worden
- Materiële vernieling en vandalisme in verband met (illegaal) vuurwerk[1]
- Verstoring van de openbare orde, onder meer door geweld tegen hulpverleners (politiemensen, brandweerlieden en ambulancepersoneel) middels vuurwerk[2][3]
- Dieren kunnen angstig worden van vuurwerk. Niet alleen de knallen maar ook de hoge tonen van het vuurwerk kunnen honden angstig maken. Vogels vertonen een verhoogde vliegactiviteit.[4][5][6]

## Milieugevolgen
Vlak na de jaarwisseling treedt voor een korte tijd zware luchtvervuiling op. In stedelijke gebieden leidt dit gedurende de nacht tot smogvorming. Ook de uitstoot van fijnstof leidt tot een hoge concentratie daarvan in de lucht. Voor de jaarwisseling van 2019–2020 bleek de uitstoot van fijnstof in Nederland veel sterker te zijn dan in België, waar de door luchtsensoren gemeten fijnstofwaarden stabiel bleven rond middernacht. De vervuiling verdwijnt het ene jaar sneller dan het andere. Dit hangt sterk af van de windsnelheid en eventuele neerslag. Patiënten met luchtwegaandoeningen zoals astma en mensen met hart- en vaatziekten wordt aangeraden binnen te blijven. Onder de juiste weersomstandigheden, met name weinig wind, lage temperaturen en een hoge relatieve luchtvochtigheid, kan het vele vuurwerk bij het inluiden van het jaar een extreem dichte mist veroorzaken, waarbij het zicht beperkt kan worden tot minder dan een meter, zoals in 1993 en 2007/2008 het geval was in Nederland. De rookdeeltjes fungeren namelijk als condensatiekernen, waardoor veel vocht condenseert, wat mist kan veroorzaken of natuurlijke mist extra dik maken. Smog door vuurwerkrook veroorzaakte toen tientallen verkeersongevallen, waarbij twee doden vielen. Het spreekt vanzelf dat ambulance en brandweer bij zo dichte mist niet kunnen komen. Aangezien siervuurwerk hoger dan 10 meter opstijgt, is er van het fraaie effect van dit vuurwerk bij dichte mist weinig te zien. Bij de jaarwisseling van 2007/2008 werden veel vuurpijlen dan ook bewaard tot de avond van 1 januari.
De resten van het afgestoken vuurwerk blijven meestal op straat liggen en zijn dus zwerfafval. Vaak wordt het de volgende dag door bewoners opgeruimd. In sommige gemeenten wordt 1 januari uitgeroepen tot 'vuurwerkopruimdag' en verstrekt men speciale vuilniszakken om dit afval af te voeren. Vuurwerk dat niet afgegaan is vormt een gevaar omdat kinderen het vinden en proberen het alsnog af te steken.

## Regulatie
Van vuurwerkoverlast is, in landen waar het verkoop van particulier vuurwerk is toegestaan, voornamelijk sprake voorafgaand aan de jaarwisseling. Om die overlast zo veel mogelijk te beperken mag in Nederland alleen enkele dagen voor de jaarwisseling vuurwerk worden verkocht. Afsteken is daar officieel slechts toegestaan gedurende een beperkte tijd op 31 december en 1 januari.
Wanneer men vuurwerk opzettelijk in de richting van dieren of mensen gooit, kan dit als misdrijf gezien worden (namelijk mishandeling, wanneer dit tot letsel leidt). Wanneer met vuurwerk opzettelijk schade aan zaken wordt toegebracht, kwalificeert dit als het delict vernieling. Eventuele toegebrachte schade zal daarbij civielrechtelijk op de dader worden verhaald.
Volgens sommigen is de vuurwerkoverlast zodanig groot dat zij vinden dat er een vuurwerkverbod voor consumenten zou moeten komen, anderen vinden de overlast verwaarloosbaar en willen het fenomeen graag in stand houden zoals het is, zolang het maar verantwoord gebeurt.

## Schade in Nederland
| 2008/09 | €18,9 miljoen     |
| 2009/10 | €11,3 miljoen     |
| 2010/11 | €20,7 miljoen     |
| 2011/12 | €15,4 miljoen     |
| 2012/13 | €13,5 miljoen     |
| 2013/14 | €12,9 miljoen     |
| 2014/15 | €12,5 miljoen     |
| 2015/16 | €14,3 miljoen     |
| 2016/17 | ~€13 miljoen      |
| 2017/18 | ~€10 miljoen      |
| 2018/19 | ~€15 à 20 miljoen |
| 2019/20 | ~€15 miljoen      |

In Nederland zijn er bij de jaarwisseling altijd meerdere gevallen van vuurwerkoverlast. Mensen raken gewond door vuurwerk of er wordt materiële schade of brand veroorzaakt. Er wordt soms ook melding gemaakt van hulpverleners die met vuurwerk worden bekogeld. Daarom wordt er regelmatig rond de jaarwisseling gesproken over hoe vuurwerkoverlast tegengegaan kan worden. Zo worden bijvoorbeeld brievenbussen en sommig straatmeubilair tijdelijk aangepast zodat zij hufterproof zijn.
Op 8 december 2008 presenteerde de Stichting Staakt het Vuren (SHV) van Johan L. Meijering in het Internationale perscentrum in Den Haag een reeks van drie boeken met het motto: ‘Verknal de jaarwisseling niet’. Zij openbaarde een berekening van de totale jaarlijkse kosten van het afsteken van vuurwerk: minstens 800 miljoen euro. 
Op 1 december 2017 publiceerde de Onderzoeksraad voor Veiligheid (OVV) een rapport van een in opdracht van de vier grote steden verricht onderzoek, waarin werd vastgesteld dat er nog te veel gevaarlijk vuurwerk wordt gebruikt. Het is volgens de OVV onaanvaardbaar dat elk jaar de verstoringen van de openbare orde 'talrijk en hardnekkig' zijn, er honderden slachtoffers die 'voor het leven getekend zijn' vallen, waaronder ongeveer honderd mensen met blijvend oogletsel en gemiddeld een dode per jaar sinds 2000. Bepaalde gevaarlijke typen vuurwerk moeten worden verboden, zoals vuurpijlen en knallers.
Volgens het Verbond van Verzekeraars veroorzaakten tussen 2008 en 2017 alle jaarwisselingen in Nederland incidenten die, met name door vuurwerk, tussen de 12 en 21 miljoen euro schade aan huizen en auto's.